# 박욱
박욱(朴郁)은 고려 초기의 인물이다. 밀성대군의 아들이며 박혁거세 거서간의 31세손이다. 고려 태조 삼한벽공도대장군(三韓壁控都大將軍)을 지냈다.

## 가계
- 고조부 : 양부:박예겸(朴乂兼) 생부:박문원(朴文元)
- 고조모 : 정화부인(貞花夫人) 진화부인(眞花夫人)
  - 증조부 : 신덕왕(神德王, ? ~917, 재위:912~917)
  - 증조모 : 의성왕후 김씨(義成王后 金氏)
    - 조부 : 경명왕(景明王, ? ~924,재위:917~924)
    - 조모 : 장사택(長沙宅)[3] - 각간(角干) 김대존(大尊)[4]의 딸
      - 아버지 : 박언창
      - 어머니 : 미상(美詳)
        - 왕자 : 박욱(朴郁)
        - 부인 : 미상(美詳)
          - 아들 (32세): 박난(朴瀾)
          - 며느리 : 미상(美詳)
            - 손자 (33세) : 박영정(朴永湞)
            - 손자 : 박영희(朴永禧)
            - 손자 : 박영기(朴永基)
            - 손자 : 박영구(朴永垢)
            - 손자 : 박영지(朴永址)